# Torhout
Torhout (andere, zum Teil ältere Schreibweisen Turhoult, Turholt, Thorout, Torout, Thourout, Toeroet) ist eine Stadt in der Provinz Westflandern in Belgien. Sie hat 20.965 Einwohner (Stand 1. Januar 2024) auf einer Fläche von rund 4500 Hektar.

## Geschichte
Funde aus der Römerzeit bezeugen, dass Torhout eine der ältesten Städte Flanderns ist und bereits etwa im 2. Jahrhundert n. Chr. existierte.
Im Kloster Torhout wurden Gebeine des Märtyrers St. Donatian († um 303–305) als Reliquien aufbewahrt, bis sie 863 nach Brügge gebracht wurden.
Kaiser Ludwig der Fromme schenkte die Einkünfte des Klosters Turholt dem Missionar Ansgar von Bremen (Anscharius). Daher erwähnte Adam von Bremen es in den Gesta Hammaburgensis ecclesiae pontificum, verdeutscht zu „Turholz“. Nach Ludwigs Tod und der Reichsteilung fiel das Kloster 843 an Karl den Kahlen.
Ende des 11. Jahrhunderts erbaute Robert von Friesland das Schloss Wijnendale. Im 12. Jahrhundert erhielt Torhout Stadtrechte. 1229 stiftete Johanna von Konstantinopel (1200–1244) ein Hospital und einen Beginenhof. Bei der Schlacht bei Wijnendale kämpften am 28. September 1708 spanische und französische Truppen gegen die siegreichen alliierten Truppen. Die Schlacht war Teil des Spanischen Erbfolgekriegs.

## Sehenswürdigkeiten
- Die Wasserburg Schloss Wijnendale (auch Wynendale, Wienendael oder Winnendahl geschrieben), deren Ursprünge auf das 11. Jahrhundert zurückgehen. Das Wasserschloss wurde 1877 in einem romantischen, pseudo-mittelalterlichen Stil renoviert. Es dient teils als Museum und kann besichtigt werden. Hier starb Maria von Burgund, als sie bei der Falkenjagd von ihrem Pferd stürzte. Im Schloss fanden am 25. Mai 1940 wichtige Gespräche zwischen König Leopold III. von Belgien und seinen Ministern statt, aus denen nach dem Zweiten Weltkrieg die Königsfrage resultierte.
- Die romanische Sint-Pietersbandenkerke aus dem 12. Jahrhundert
- Das neogotische Kasteel d’Aertrycke, erbaut zwischen 1868 und 1871, seit 1990 Hotel und Veranstaltungsort
- Museum Torhouts Aardewerk im Kasteel Ravenhof, Sammlung künstlerischer Keramik aus dem 18. bis 20. Jahrhundert, zum Beispiel aus der Art-Nouveau-Periode

## Sport und Freizeit
- Zwischen Torhout und Ostende liegt die „Groene 62“, eine ehemalige Eisenbahnlinie, die gegenwärtig ein Natur-, Wander- und Fahrradgebiet bildet.
- Seit 1980 findet im Juni die Nacht von Flandern statt, ein Volks- und Straßenlauf über 100 km. Auch ein Marathon und ein 10-km-Lauf gehören zur Veranstaltung, ebenso Wanderungen über 10, 42 und 100 km.

## Persönlichkeiten
- Rimbert (830–888), Erzbischof von Bremen und Hamburg
- Philipp Eberhard von Cleve (1456–1528), Herr zu Ravenstein und Winnendahl
- Jacob Obrecht (1499–1506), Komponist und Priester
- Karel Van Wijnendaele (1882–1961), Sportjournalist
- Gilles Gérard Meersseman (1903–1988), katholischer Theologe
- Aimé Lievens (1911–1976), Radrennfahrer
- Eddy Vanhaerens (* 1954), Radrennfahrer
- Dirk Sanders (* 1955), Fußballspieler
- Geert Vandewalle (1964–1988), Radrennfahrer
- Chris Scharmin (* 1966), Radrennfahrer
- Emiel Vermeulen (* 1993), Radrennfahrer
- Vito Braet (* 2000), Radrennfahrer

## Weblinks

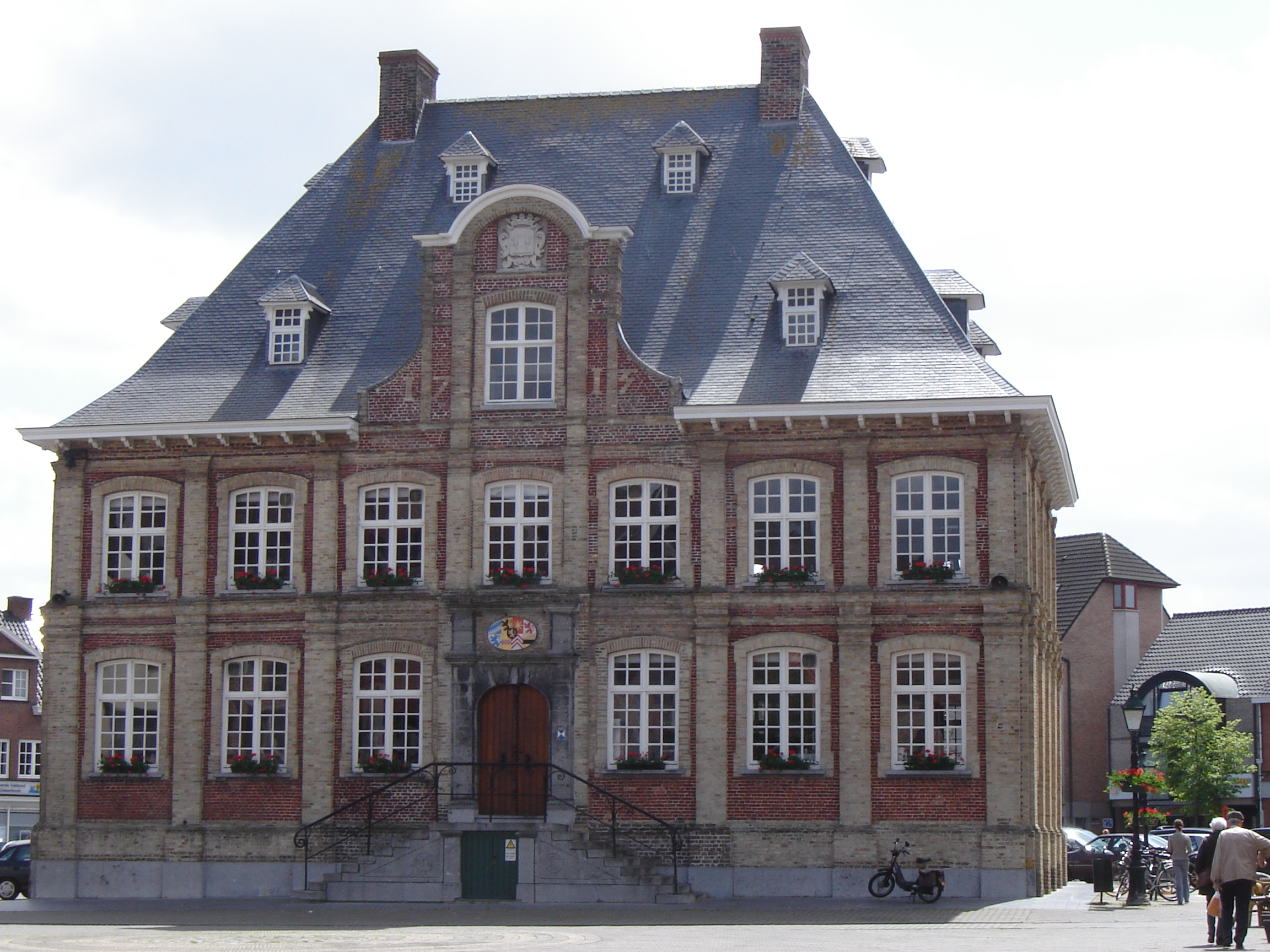
Rathaus von 1713
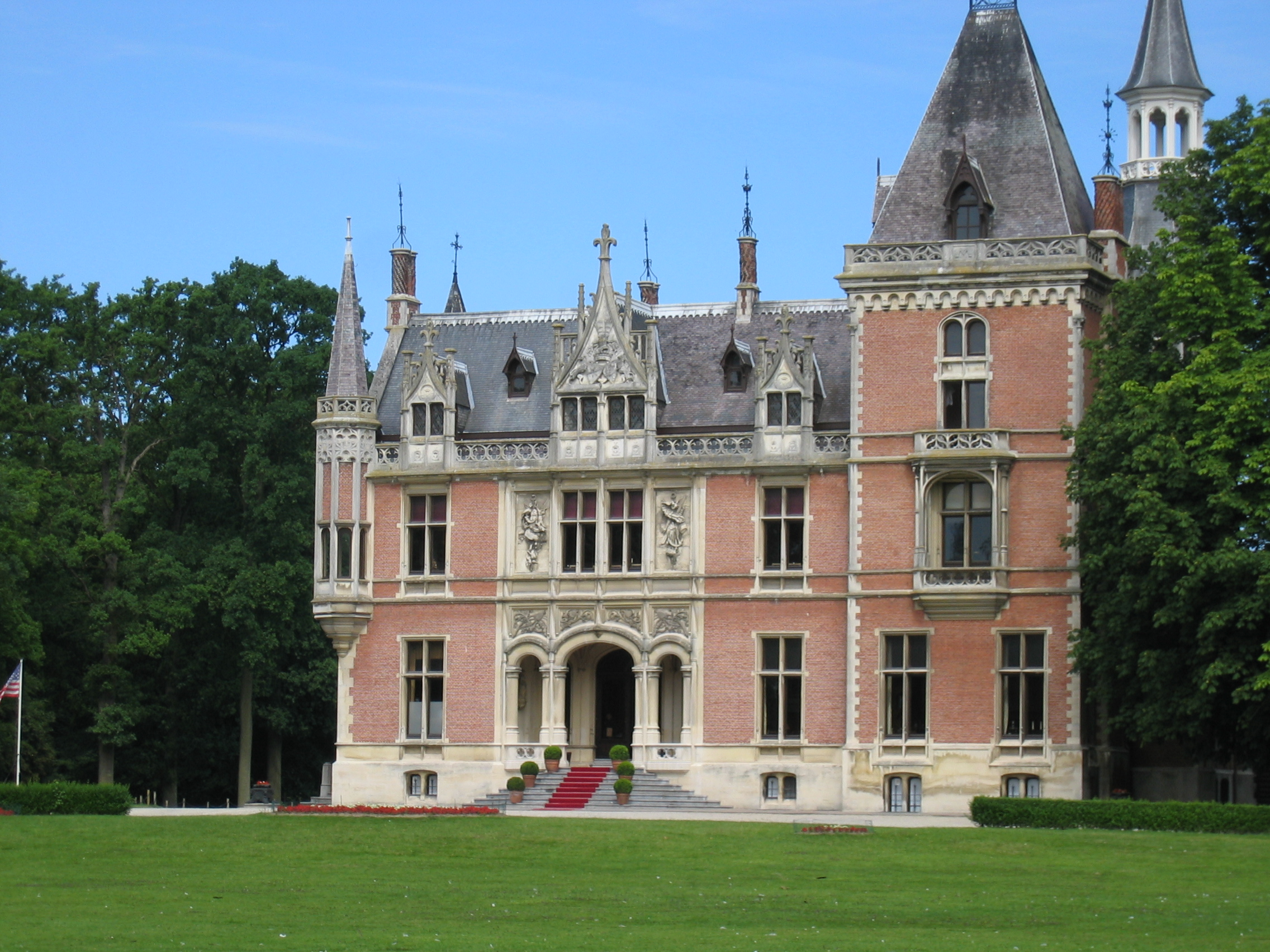
Kasteel d'Aertrycke
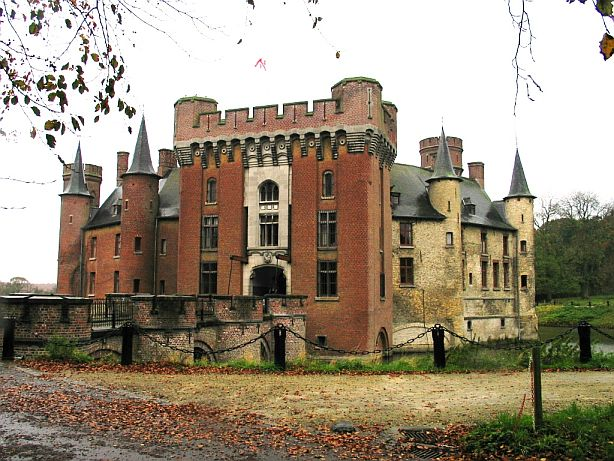
Schloss Wijnendale
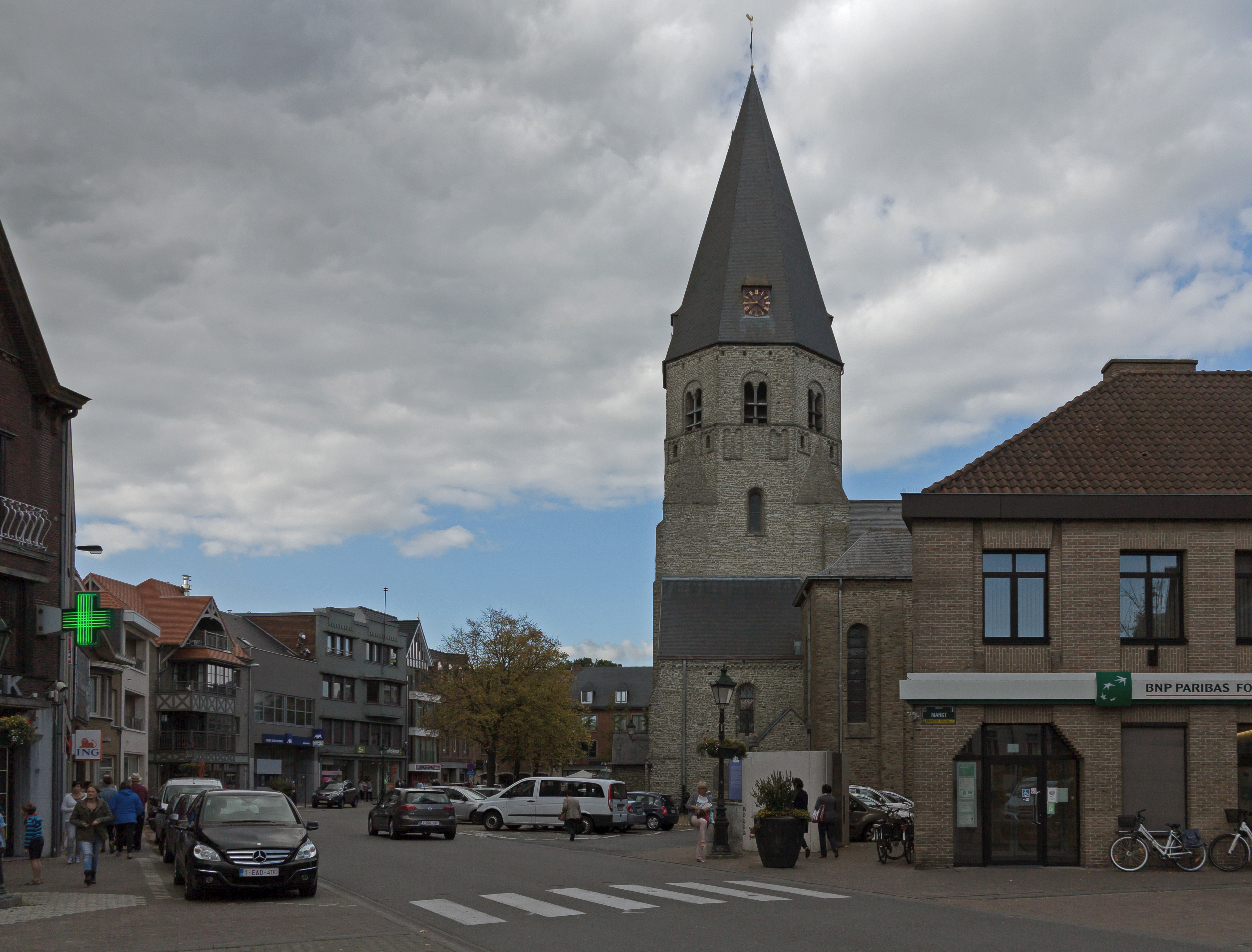
Kirche: Sint Pietersbandenkerk
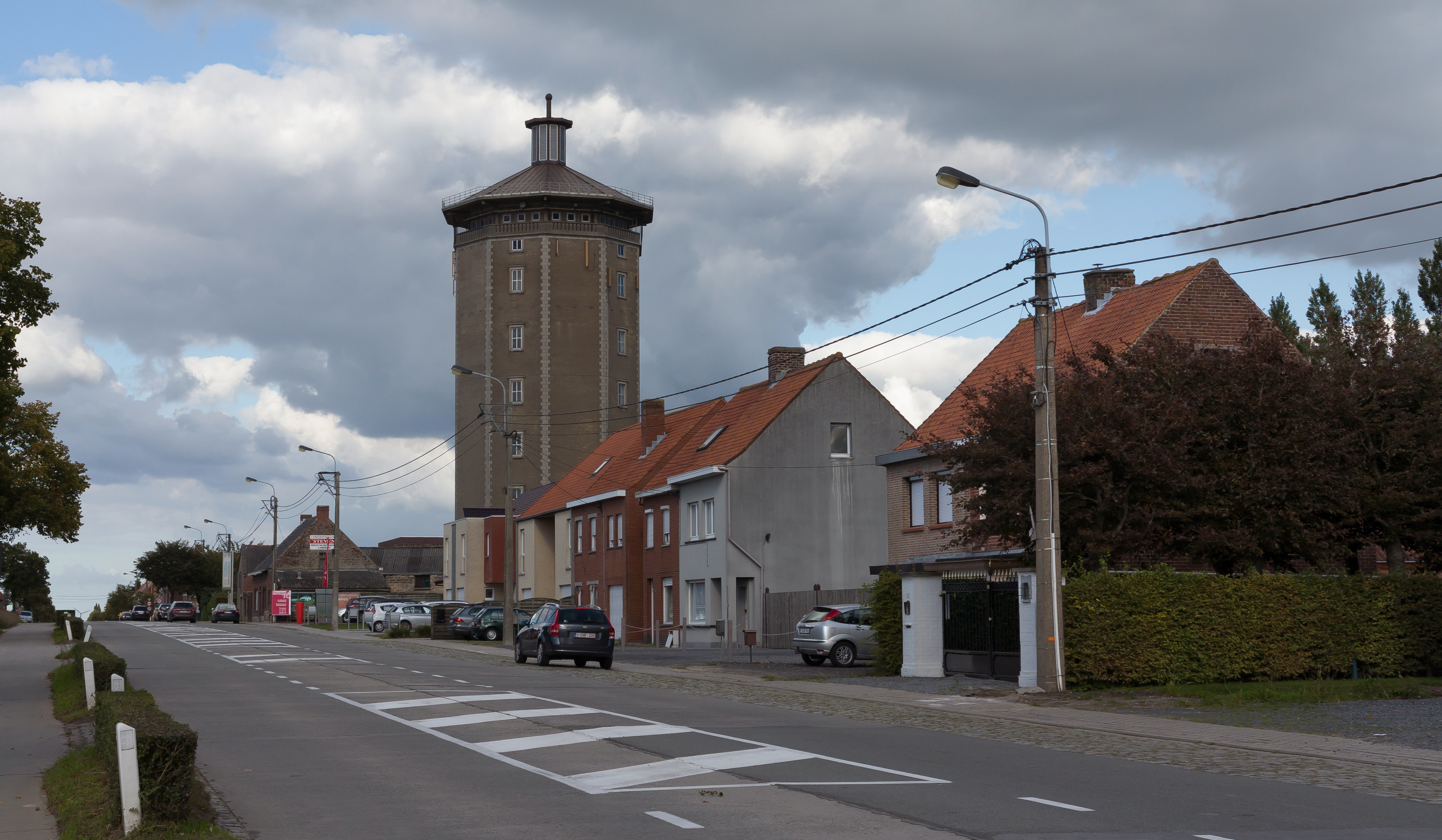
Wasserturm in Berg op Zoom